# Fuchsia mathewsii
Fuchsia mathewsii är en dunörtsväxtart som beskrevs av J. F. Macbride. Fuchsia mathewsii ingår i släktet fuchsior, och familjen dunörtsväxter. Inga underarter finns listade i Catalogue of Life.